# مارغريت مارون
مارغريت مارون (بالإنجليزية: Margaret Maron)‏ (25 أغسطس 1938 - 23 فبراير 2021) هي كاتِبة، وروائية أمريكية، ولدت في غرينزبورو، كارولاينا الشمالية.

## جوائز
حصلت على جوائز منها:
- جائزة إدغار
- جائزة أجاثا [الإنجليزية]‏
- جائزة أنطوني [الإنجليزية]‏
- جائزة الذعر [الإنجليزية]‏